# یواس‌اس وارینگتون (دی‌دی-۳۸۳)
یواس‌اس وارینگتون (دی‌دی-۳۸۳) (به انگلیسی: USS Warrington (DD-383)) یک کشتی بود که طول آن ۳۸۱ فوت (۱۱۶ متر) بود. این کشتی در سال ۱۹۳۷ ساخته شد.